# Vorderkipper

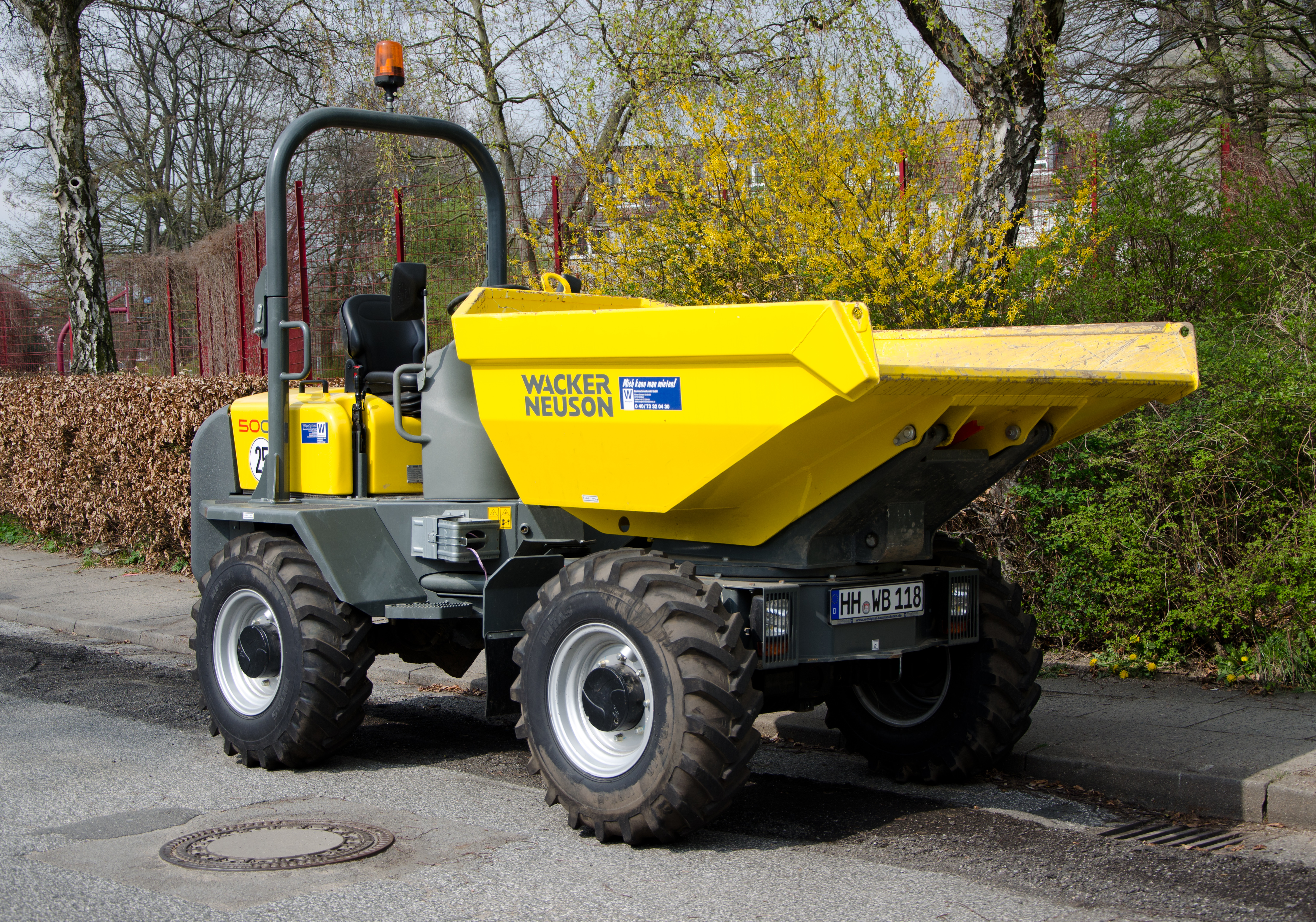
Dumper mit Allradantrieb von Wacker Neuson, Überrollbügel und Straßenzulassung

Vorderkipper bezeichnet ein meist dieselgetriebenes Baustellenfahrzeug mit einer kippbaren Mulde zur Beförderung von Baumaterial und Aushub. Er ist eine kompaktere Bauart des Muldenkippers.
Weit verbreitet sind auch die Bezeichnungen Dumper (englisch to dump kippen), Muli, Autoschütter oder (Motor-)Japaner (in Anlehnung an die kippbare Schubkarre).
Bei einfachen Modellen herrscht der Frontantrieb vor, neuere oder größere Vorderkipper haben meist Allradantrieb. Für besonders geringe Flächenbelastung sind Ausführungen mit Raupenantrieb erhältlich, beispielsweise für den Einsatz im Gartenbau oder bei schwierigem Untergrund. Aktuelle Modelle verfügen teilweise, entgegen der Bezeichnung Vorderkipper, auch über eine optionale Drehkippmulde, wodurch sich das Schüttgut besser platzieren lässt. Des Weiteren lässt sich in einigen Modellen auch der Fahrerstand drehen. Somit ist es nicht mehr nötig, das gesamte Fahrzeug zu wenden. Im Eisenbahnbau werden auch Zweiwege-Dumper eingesetzt.

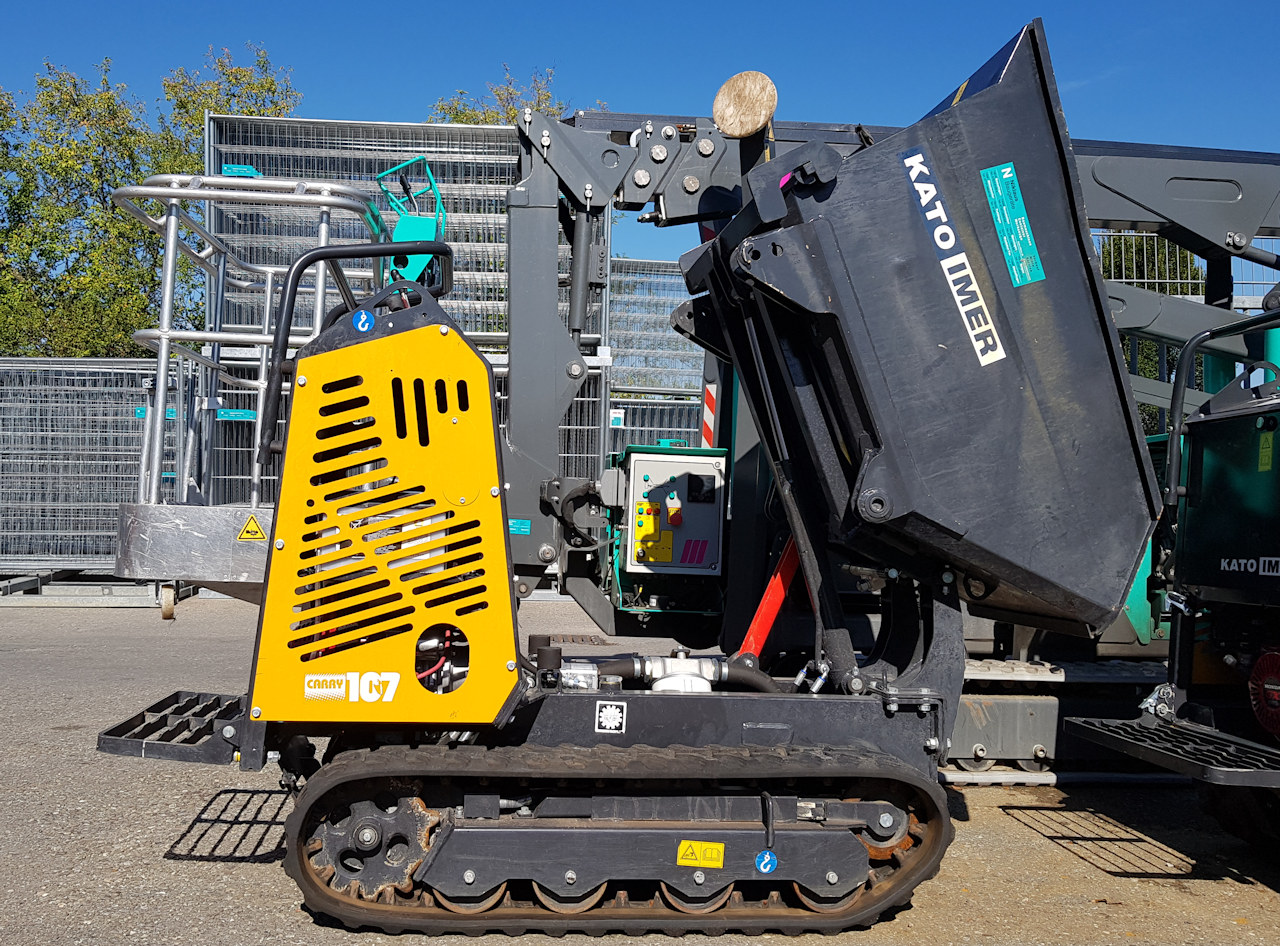
Raupendumper von KATO mit gekippter Mulde
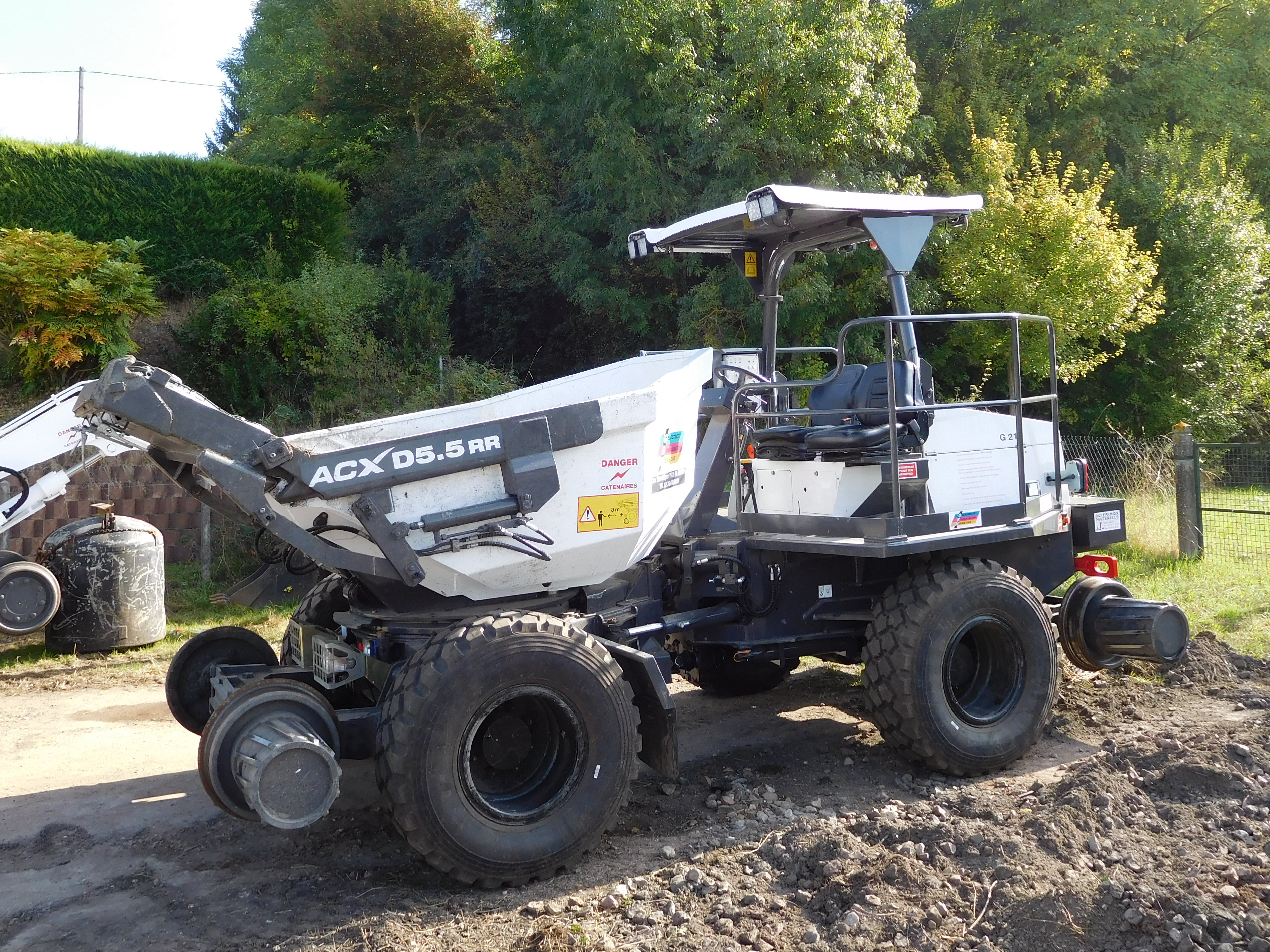
Zweiwege-Vorderkipper
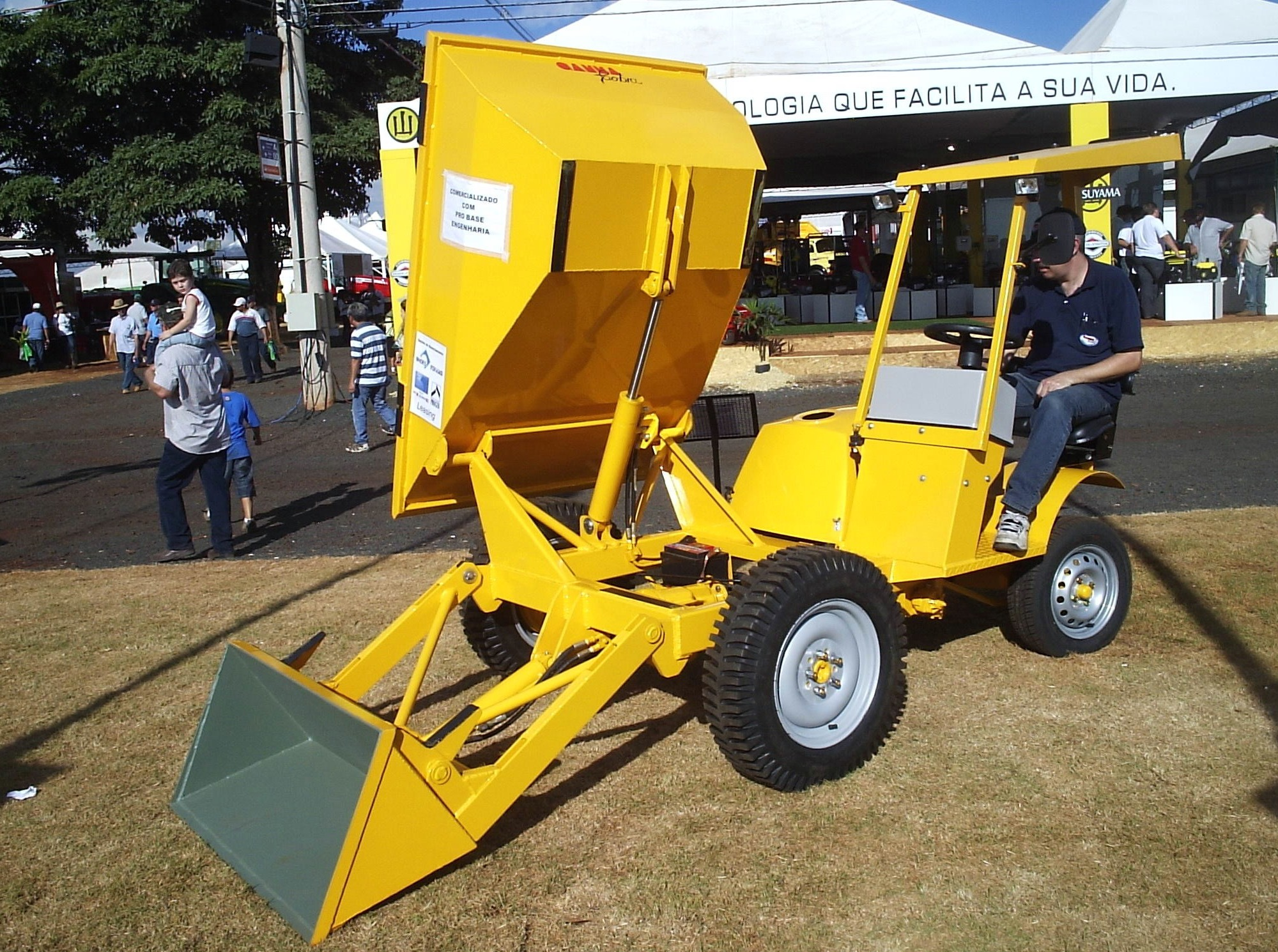
Kombination aus Radlader und Vorderkipper
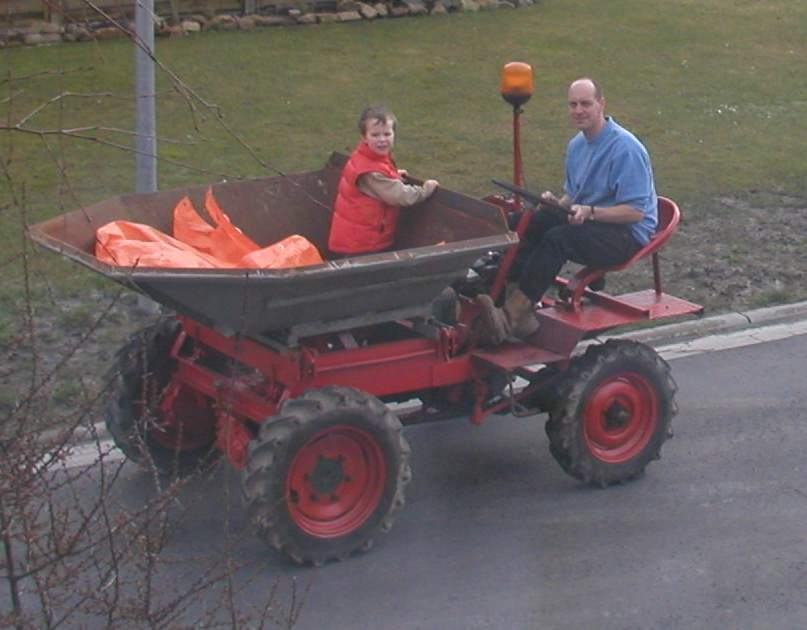
„Motor-Japaner“ von Potratz, Baujahr um 1965
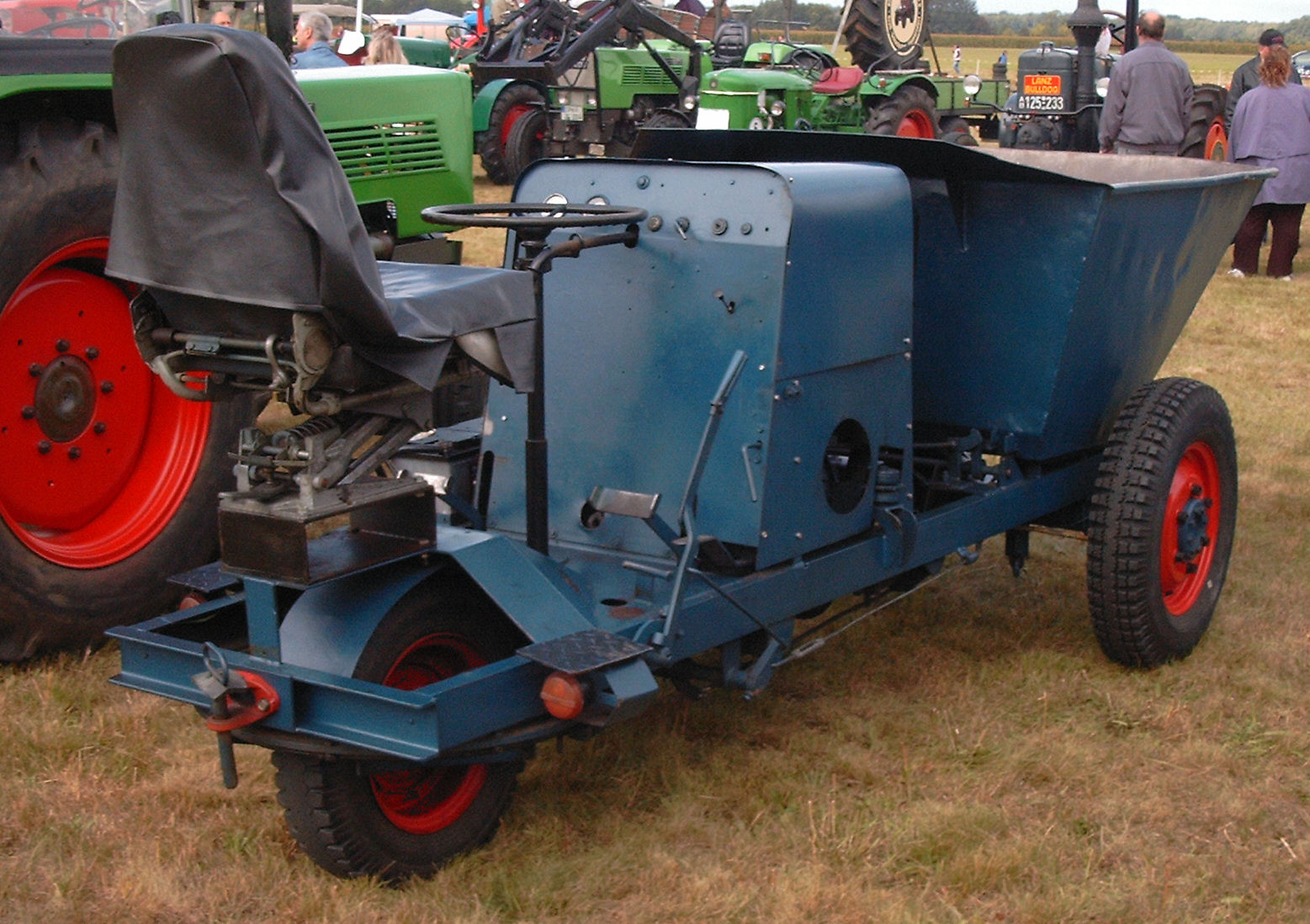
DDR-Dumper Picco I, umgangssprachlich als Dreikantfeile bekannt